# Arrouquelas
Arrouquelas is een plaats (freguesia) in de Portugese gemeente Rio Maior en telt 850 inwoners (2001).